# 太平街市
太平街市為香港房屋委員會及領展轄下商場的整體出租街市承辦商，在香港管理多個街市，並提供商戶宣傳服務。同行競爭包括有萬有街市及百佳超級廣場等。

## 旗下街市
- 油塘鯉魚門廣場（租約期滿，已由光亮管理，其後曾在油塘中心開設太平街市，但已結業，現址為佳宝市集）
- 秀茂坪寶達商場（租約期滿，已由建華管理）

## 參看
- 領展